# Karl Ghattas
Karl Ghattas o Khaled Ghattas (Egipte, 1958 – Barcelona, 2007) fou un artista i poeta anglès. Es va educar a la Gran Bretanya. Va estudiar medicina i filosofia a la Universitat de Londres. Els darrers anys abans de la seva mort va viure i treballar a Barcelona.
El seu treball artístic forma part de col·leccions públiques, privades i corporatives d'Espanya, el Regne Unit, Alemanya, Hong Kong i Amèrica. El seu treball respon a un viatge intel·lectual que es va estendre al llarg de tres dècades i buscava donar "sentit a l'experiència", a través del desenvolupament d'una obra titulada Images of God (Imatges de Déu).
La peça de vídeo Islam. The call to prayer (Islam. La crida a la pregària) és part d'una obra prevista com a tríptic que explora l'essència de l'islam, el cristianisme i el judaisme.
Karl Ghattas va morir d'un atac de cor a Barcelona el 12 de juliol de 2007.